# Boeing-Sikorsky RAH-66 Comanche
RAH-66 Comanche – amerykański śmigłowiec szturmowo-rozpoznawczy zaprojektowany w kooperacji przez wytwórnie Boeing i Sikorsky Aircraft Corporation, jako następca maszyn poprzedniej generacji AH-1 Cobra, OH-58 Kiowa i Hughes OH-6A Cayuse oraz uzupełnienie AH-64 Apache.
RAH-66 Comanche został zbudowany w technologii stealth i był jednym z najnowocześniejszych śmigłowców bojowych świata, do momentu zamknięcia programu rozwojowego 23 lutego 2004 roku. Program pochłonął 48,1 mld USD.

## Historia projektu
Konstrukcja śmigłowca RAH-66 Comanche wywodzi się z rozpoczętego w 1983 roku programu lekkiego śmigłowca eksperymentalnego LHX (ang. Light Helicopter Experimental), który miał być maszyną tanią i prostą w budowie, budowaną w wersjach rozpoznawczej, transportowej i szturmowej. Początkowo planowano, że wszystkie maszyny LHX będą jednomiejscowe, ale w 1988 zmieniono koncepcję wprowadzając dwumiejscową kabinę w układzie tandem jednocześnie redukując prognozowaną liczbę zamówionych śmigłowców z 4292 na 2096. Nieustanny wzrost kosztów projektu doprowadził do następnej redukcji zamówienia do 1213 maszyn, a później do kolejnych redukcji spowodowanych także cięciami budżetowymi.
Pierwszy śmigłowiec RAH-66 Comanche został wytoczony z hangaru wytwórni Sikorsky Aircraft w Stratford w stanie Connecticut 25 maja 1995 roku, a oblatany 4 stycznia 1996. Ze względu na niedostatek funduszy testy w locie przebiegały bardzo powoli i do września 1998 roku wykonano tylko 105 godzin lotów próbnych. Druga maszyna prototypowa została ukończona w 1998 roku.
We wrześniu 1999 wytwórnie Boeing i Sikorsky otrzymały od Armii Stanów Zjednoczonych propozycję budowy 13 maszyn serii informacyjnej i fundusze na ten cel w wysokości 3,1 miliarda dolarów. 1 czerwca 2000 kontrakt został podpisany, a plany dostaw mówiły o dostarczeniu sześciu pierwszych maszyn do końca 2002 roku. Pełną zdolność produkcyjną 72 maszyn rocznie wytwórnie miały osiągnąć do 2010 roku.

## Konstrukcja śmigłowca RAH-66 Comanche
Podstawową rolą śmigłowców RAH-66 Comanche miało być wyszukiwanie celów w każdych warunkach pogodowych przy użyciu zaawansowanych, pracujących w podczerwieni sensorów i oznaczanie ich w celu przeprowadzenia ataku przez śmigłowce szturmowe AH-64 Apache. Maszyna miała być wyposażona w najnowocześniejsze pasywne i aktywne środki obronne zwiększające jej przeżywalność na współczesnym polu walki. Koszt jednostkowy śmigłowca oceniono na 14 milionów dolarów.
Comanche był napędzany dwoma turbinowymi silnikami LHTEC (Light Helicopter Turbine Engine Co.) T800 o mocy 2004 kW każdy, co w połączeniu z opływowym kształtem kadłuba pozwala na osiągnięcie prędkości 328 km/h, większej niż jest w stanie lecieć cięższy AH-64 Apache. Sztywny pięciołopatowy wirnik główny o średnicy 11,9 metra i zabudowany wirnik ogonowy typu fenestron zapewniają mniejsze natężenie hałasu, a wykonany z materiałów kompozytowych i pokryty absorbującym promieniowanie radarowe materiałem RAM (Radar Absorbent Material) kadłub pozwala na uzyskanie bardzo małej sygnatury radarowej, a tym samym słabej wykrywalności przez systemy radiolokacyjne nieprzyjaciela. W porównaniu z AH-64 skuteczna powierzchnia odbicia została zmniejszona 663 razy. Gazy wylotowe z silników są chłodzone do temperatury o 75% niższej niż w innych śmigłowcach, co znacznie utrudnia zlokalizowanie RAH-66 Comanche jako źródła promieniowania termicznego.
Obecnie Armia Stanów Zjednoczonych posiada na wyposażeniu uzbrojone śmigłowce rozpoznawcze OH-58 Kiowa o dość starej konstrukcji wywodzącej się od maszyn obserwacyjnych używanych podczas wojny w Wietnamie, a RAH-66 Comanche miał zastąpić je oraz śmigłowce AH-1 Cobra i Hughes OH-6A Cayuse. W celu ograniczenia odbicia promieniowania elektromagnetycznego od uzbrojenia podwieszanego zastosowano wewnętrzne komory uzbrojenia w kadłubie mieszczące zamontowane na wieżyczce działko automatyczne XM-301 oraz 4 pociski rakietowe AGM-114 Hellfire i 2 AIM-92 Stinger. Hermetyczna kabina pilotów umożliwia loty nad terenami skażonymi bojowymi środkami trującymi lub bronią biologiczną.
Do pełnienia zadań szturmowych możliwe jest uzbrojenie śmigłowca w maksymalnie do 14 pocisków Hellfire, 28 Stingerów lub 56 niekierowanych pocisków rakietowych Hydra 70, jednak kosztem utraty własności stealth.

## Wyposażenie elektroniczne
W kabinach pilotów zastosowano po trzy wielofunkcyjne ekrany ciekłokrystaliczne (szklany kokpit) z możliwością wyświetlania danych z sensorów obrazowania w podczerwieni i wzmacniaczy obrazu z kamer telewizyjnych. Wykorzystano celowniki nahełmowe ułatwiające naprowadzanie uzbrojenia, system rozpoznawania celów i naprowadzania na nie uzbrojenia przy pomocy desygnatora laserowego. Zapewniono również możliwość naprowadzania na cel pocisków rakietowych wystrzeliwanych z pokładów innych śmigłowców lub samolotów odrzutowych. Za skuteczne nawigowanie w każdych warunkach pogodowych odpowiada zintegrowany system nawigacyjny. Zaawansowane systemy elektroniczne ostrzegające przed opromieniowaniem wiązkami radaru lub lasera umożliwiają opracowanie odpowiedniej trasy podejścia do celu tak, aby wykrycie śmigłowca nastąpiło jak najpóźniej, co odgrywa znaczącą rolą podczas pełnienia zadań rozpoznawczych, jak i szturmowych.

## Zakończenie programu rozwojowego RAH-66
W dniu 23 lutego 2004 roku armia amerykańska ogłosiła przerwanie programu rozwojowego śmigłowca RAH-66 Comanche ze względu na duże koszty. Pieniądze planowane na dokończenie programu Comanche’a przeznaczono na unowocześnienie aktualnie użytkowanych śmigłowców szturmowych, rozpoznawczych i transportowych. Ponadto wzrost popularności bezzałogowych aparatów latających UAV mogących pełnić rolę maszyn rozpoznawczych również przyczynił się do podjęcia takiej decyzji.
Technologie opracowane dla celów projektu RAH-66 Comanche planuje się wykorzystać do modernizacji śmigłowców AH-64 Apache, oraz budowy nowego śmigłowca rozpoznawczego Bell ARH-70 zbudowanego na bazie Bella 407.

## Kultura masowa
- W powieści Toma Clancy’ego „Dług honorowy” eskadra śmigłowców RAH-66 zostaje wysłana z misją specjalną do Japonii znajdującej się w stanie wojny z USA. Dzięki niewykrywalności dla radarów maszyny są w stanie przeniknąć przez japońską obronę przeciwlotniczą. W paliwo i amunicję zaopatruje ich zrzucony do Japonii oddział amerykańskich komandosów Rangers. Commanche zestrzeliwują japońskie samoloty typu AWACS i dokonują rajdu na ich bazy, a następnie ostrzeliwują pociskami Hellfire apartamenty japońskich oligarchów, którzy doprowadzili do wybuchu konfliktu. Po opuszczeniu Japonii eskadra rusza w kierunku amerykańskiej grupy lotniskowców operujących w rejonie wyspy Guam. Po drodze ląduje na pokładzie podwodnego okrętu rakietowego typu Ohio, gdzie uzupełnia paliwo.
- Śmigłowiec pojawia się w filmie Hulk
- oraz szeregu gier komputerowych: m.in. „Comanche” (1,2,3 i 4), autorstwa Novalogic, „Enemy Engaged: Comanche vs. Hokum”, „Command & Conquer Generals”, „World War III: Black Gold”, „Act of War: Direct Action”, „Hellblades”, „ARMA 3", „Call of Duty: Black Ops 2".